# 塞西尔·鲍威尔
塞西尔·鲍威尔（英語：Cecil Powell，1903年12月5日—1969年8月9日），英国物理学家。

## 生平
1903年出生于英国肯特。
1947年鲍威尔与朱塞佩·奥基亚利尼、H. Muirhead和年轻的巴西物理学家塞萨尔·拉特斯（César Lattes）一起发表了关于使用照相技术发现π介子的论文。为此他于1950年被授予诺贝尔物理学奖。后来证明π介子是汤川秀树在1935年在他的核物理理论中预言过的一种亚原子粒子。
1955年鲍威尔参加签署了《羅素—愛因斯坦宣言》。
1969年卒于意大利考摩湖畔。